# Pompey (Stany Zjednoczone)
Pompey – miasto w Stanach Zjednoczonych, w stanie Nowy Jork, w hrabstwie Onondaga.